# Tuluva
Tuluva fou un antic regne del sud de l'Índia entre els Ghats Occidentals i la mar i entre els rius Kalyanapur i Chan- 
dragiri, amb una línia costanera d'uns 130 km. S'ha conservat com a divisió lingüística: el Tulu Nadu o país de la llengua tulu o tuluva que al final del segle xix parlaven prop de mig milió de persones de la regió centrada a Mangalore. El tuluva és considerat un dels sis principals llenguatges dravídics tot i que s'escriu en els caràcters del malayalam o del canarès. La capital fou Barkur. Els seus habitants són anomenats tuluves.
Al segle xiii els governants locals eren pràcticament independents. Vers 1250 governava Bhutal Pandya. Després de la fundació de Vijayanagar el 1336 el rei Harihara va establir un virrei a Tulavu anomenat Rayaru i hi va construir un fort (vers 1370) així com muralles i un palau. Després de la caiguda de Vijayanagar va acabar passant a mans del raja de Bednor o Bednore.